# Pavetta
Pavetta es un género con 665 especies de plantas de flores perteneciente a la familia Rubiaceae.
Es nativo de los trópicos del Viejo Mundo y del Índico

## Especies seleccionadas
- Pavetta abyssinica
- Pavetta ackeringae
- Pavetta acrochlora
- Pavetta acuminata
- Pavetta acutifolia
- Pavetta adelensis
- Pavetta agrostiphylla
- Pavetta akeassii
- Pavetta axillipara, Bremek.
- Pavetta brachycalyx, Hiern
- Pavetta holstii, K.Schum.
- Pavetta hongkongensis
- Pavetta intermedia, Bremek
- Pavetta kupensis, S.D.Manning
- Pavetta lasioclada, (K. Krause) Mildbr. ex Bremek.
- Pavetta linearifolia, Brem.
- Pavetta lynesii, Bridson
- Pavetta manyanguensis, Bridson
- Pavetta mollissima, Hutchinson & Dalziel
- Pavetta monticola, Hiern
- Pavetta muiriana, S.D.Manning
- Pavetta nitidissima, Bridson
- Pavetta rubentifolia, S.D.Manning
- Pavetta sparsipila, Bremek.
- Pavetta tarennoides, S. Moore